# Air Seychelles
A Air Seychelles é uma companhia aérea das Seicheles.

## Frota

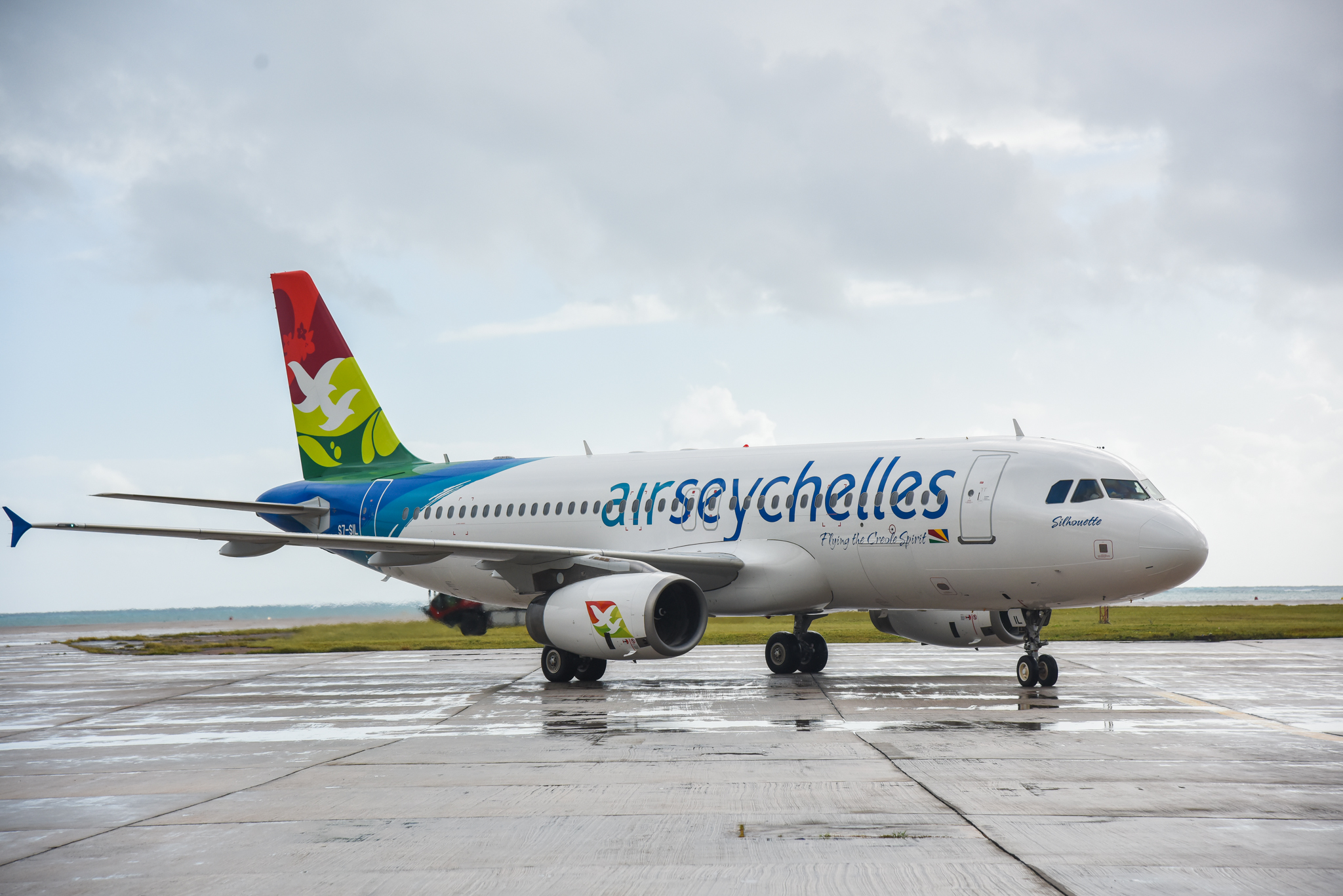
Airbus A320 da Air Seychelles.

Em agosto de 2016:
- 2 Airbus A320-200
- 1 Airbus A330-200
- 2 DHC-6 Series 300 Twin Otter
- 4 DHC-6 Series 400 Twin Otter